# 5605 Kushida
5605 Kushida este un asteroid din centura principală de asteroizi.

## Descriere
5605 Kushida este un asteroid din centura principală de asteroizi. A fost descoperit pe 17 februarie 1993 la Kiyosato de Satoru Ōtomo. El prezintă o orbită caracterizată de o semiaxă mare de 2,26 ua, o excentricitate de 0,10 și o înclinație de 4,3° în raport cu ecliptica.